# Онжевије
Онжевије (фр. Angevillers) насеље је и општина у североисточној Француској у региону Лорена, у департману Мозел која припада префектури Тионвил Уст.
По подацима из 2011. године у општини је живело 1258 становника, а густина насељености је износила 144,43 становника/km². Општина се простире на површини од 8,71 km². Налази се на средњој надморској висини од 363 метара (максималној 418 m, а минималној 315 m).

## Демографија
| 1962. | 1968. | 1975. | 1982. | 1990. | 1999. | 2011. |
| ----- | ----- | ----- | ----- | ----- | ----- | ----- |
| 1.196 | 1.397 | 1.441 | 1.284 | 1.175 | 1.185 | 1.258 |

График промене броја становника у току последњих година